# 하마드 빈 칼리파 스타디움
하마드 빈 칼리파 스타디움(영어: Hamad bin Khalifa Stadium) 또는 알아흘리 스타디움은 카타르의 수도 도하에 있는 경기장이다.